# Đài phun nước World Cup

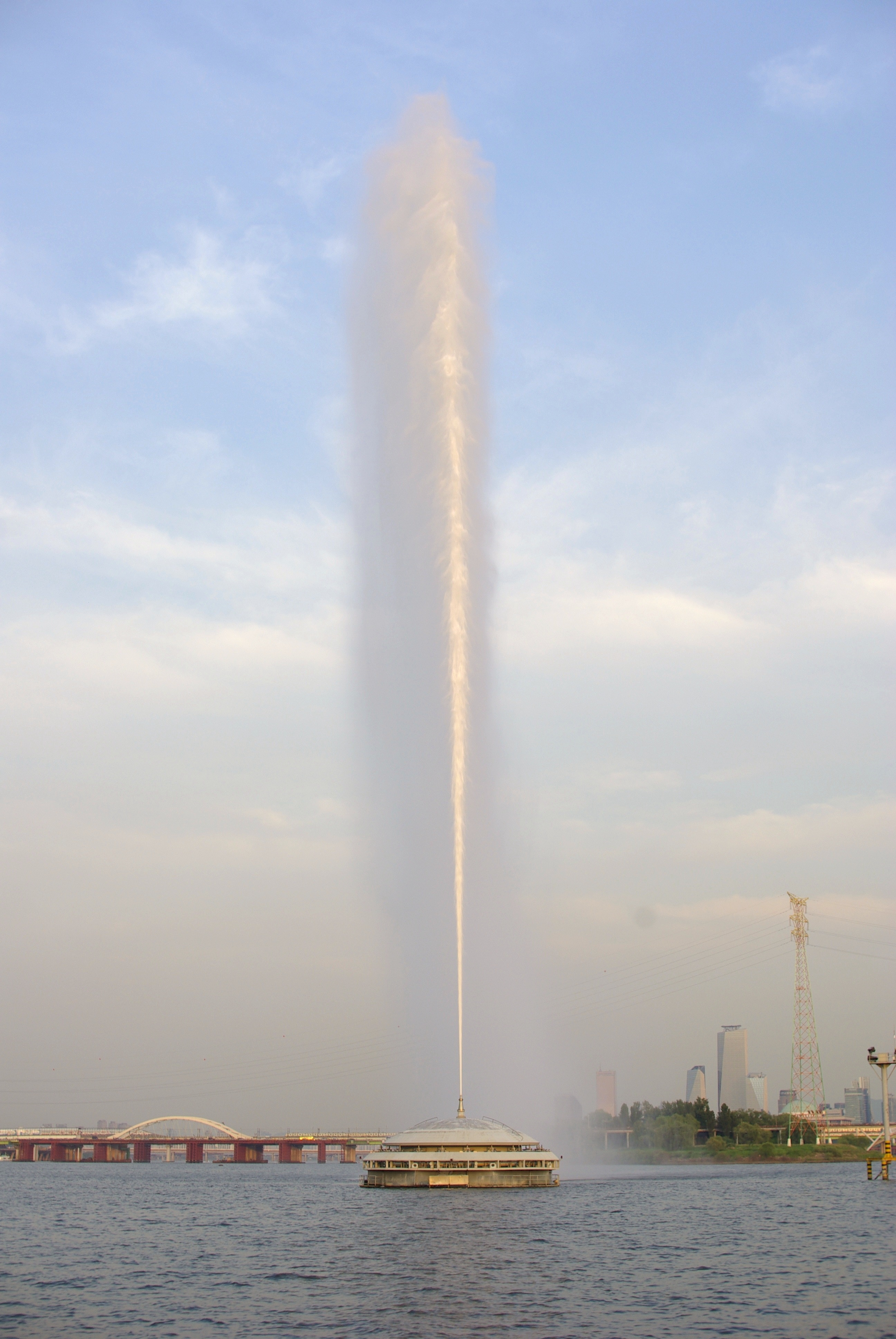
Đài phun nước World Cup

Đài phun nước World Cup được xây dựng để kỉ niệm 2002 FIFA World Cup đồng tổ chức bởi Hàn Quốc và Nhật Bản. Đài phun nước World Cup được đặt ở sông Hán Seoul, Hàn Quốc, giữa sân vận động World Cup và công viên Seonyudo. Đài phun nước bắn nước với độ cao 202 mét (663 ft), là một biểu tượng tượng trưng cho năm của FIFA World Cup tổ chức tại Seoul. Sau khi Đài phun nước của Vua Fahd (Jeddah, Ả Rập Xê Út), được đánh dấu là đài phun nước cao thứ hai trên thế giới, cao hơn đài phun nước ở Fountain Hills, Arizona hoặc Port Fountain ở Karachi, Pakistan. Để so sánh, Washington Monument ở Washington D.C. cao 169 mét.
Đài phun nước không phun nước liên tục. Chỉ có thể xem nó vài giờ trong ngày và điều kiện thời tiết cho phép.